# Papež Don
Papež Don  je bil rimski papež katoliške Cerkve; * okrog 610 Rim (Lacij, Italija, Bizantinsko cesarstvo); † 11. april 678 Rim (Bizantinsko cesarstvo).

## Življenjepis
Sedisvakanca je trajala tokrat štiri in pol mesce; tedaj so izvolili na sedež svetega Petra Dona, po rodu Rimljana in ga posvetili šele 2. novembra 676. Carigrad so že oblegali mohamedanci: med njegovimi zidovi pa so stopnjevali monoteletski prepiri. Patriarh Teodor je papeža izbrisal iz diptihov; v nasprotju z ozkogrudnim cerkvenim stališčem pa si je cesar prizadeval za obnovitev krščanske enotnosti. V zvezi s to zadevo je pisal spoštljivo pismo papežu Donu dne 12. avgusta 678, v katerem ga prosi, naj pošlje poslance, s katerimi bi se lahko pogovarjali o vzpostavi enotnosti. Žal pismo papeža ni našlo več živega. Doživel pa je to veselje, da se je vrnil v občestvo z Rimom ravenski nadškof Reparat (Reparatus), ki ga je cesarjev predhodnik nasilno odtrgal od Rima in podvrgel Carigradu.
Anastazij Knjižničar (Anastasius Bibliothecarius) omenja, da so v Donovem času opazovali izredno repatico, ki je bila vidna na nebu skozi tri mesece; poroča tudi o ujmah: Italijo so prizadele poplave, čemur je sledila huda lakota ter omenja papeževo gradbeno dejavnost.

## Smrt
Papež Don je umrl v Rimu 11. aprila 678. Pokopali so ga v cerkvi svetega Petra v Vatikanu.